# Blastobotrys indianensis
Blastobotrys indianensis är en svampart som först beskrevs av Kurtzman, och fick sitt nu gällande namn av Kurtzman & Robnett 2007. Blastobotrys indianensis ingår i släktet Blastobotrys och familjen Trichomonascaceae.   Inga underarter finns listade i Catalogue of Life.